# The Spectre
The Spectre — песня норвежского диджея Алана Уокера. Выпущена 15 сентября 2017 года.

## История
«The Spectre» — это вокальный ремейк сингла Уокера «Spectre», который был выпущен на лейбле NoCopyrightSounds 6 января 2015 года. 22 декабря 2016 года Уокер дебютировал с песней во время концерта «Alan Walker is Heading Home» в своём родном городе Бергене, Норвегия. Он включил песню в свои концертные сеты за несколько месяцев до её выхода, а также сыграл её обновлённую версию на главной сцене Tomorrowland Belgium 2017. В интервью Dance Music Northwest Уокер описал песню как «новую версию моей старой песни Spectre», похожую на «что я сделал с „Fade“ и „Faded“». Уокер сказал о песне в пресс-релизе: «Реакции и отзывы людей были действительно потрясающими, я очень рад, что теперь она официально выпускается. Это песня, которую я специально хочу посвятить своим основным поклонникам, которые следят за мной с самого начала».

## Участники записи
Согласно Tidal.
- Алан Уокер — автор песни, продюсер
- Маркус Арнбекк — автор песни, продюсер
- Mood Melodies — автор песни, продюсер
- Ларс Кристиан Роснесс — автор песни, продюсер
- Джеспер Борген — автор песни, вокал
- Томми Ла Верди — текст песни
- Гуннар Греве — текст песни, исполнительный продюсер
- Сёрен фон Мальмборг — мастеринг инженерии
- Фредрик Борх Олсен — сопродюсер

### Годовые чарты

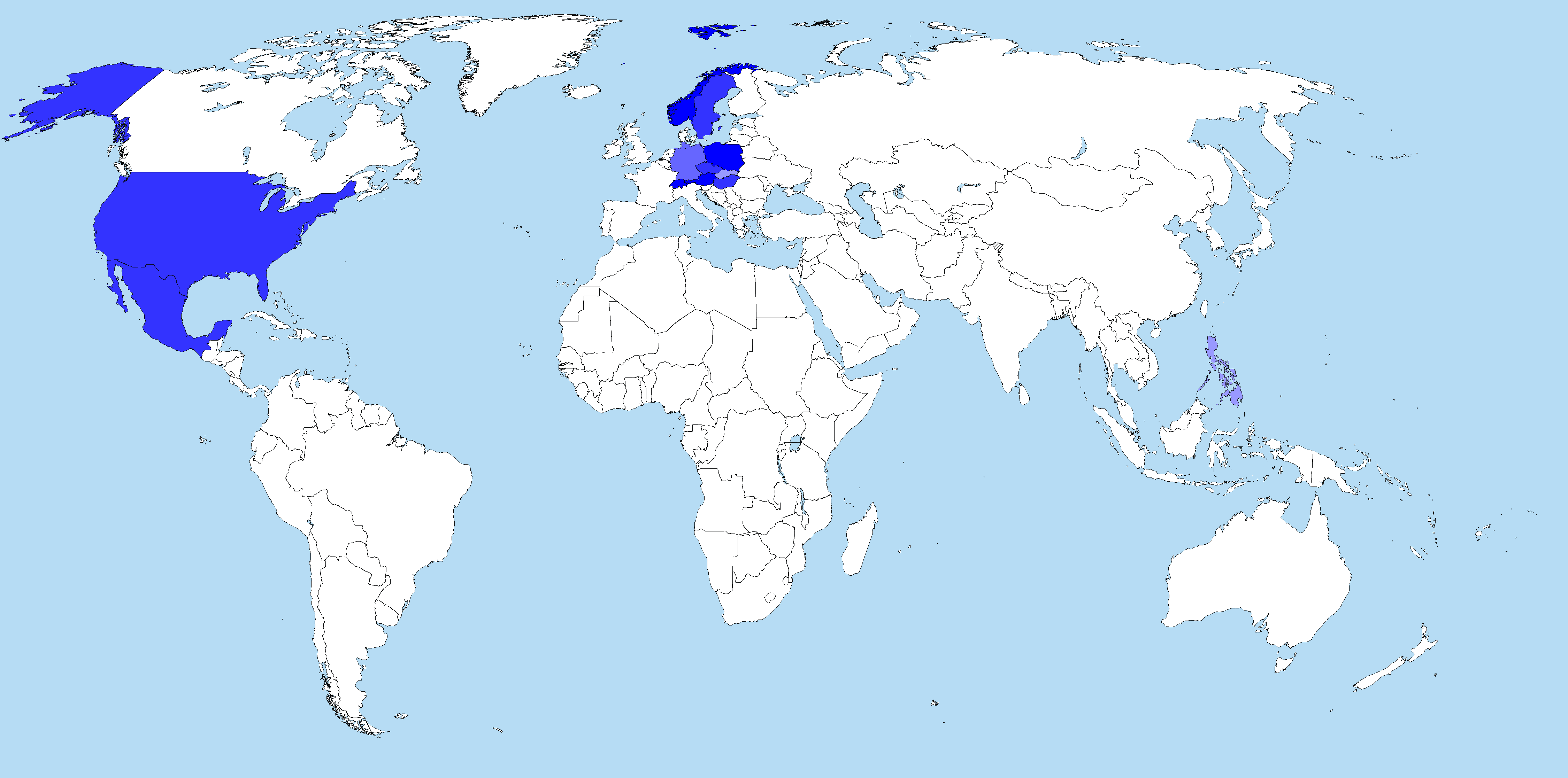
Высшие позиции в чартах
1 - 20
21 - 40
41 - 60
61 - 80
81 - 100

## Чарты
| Чарт (2017—18)                             | Высшая позиция |
| ------------------------------------------ | -------------- |
| Австрия (Ö3 Austria Top 40)                | 14             |
| Чехия (Rádio — Top 100)                    | 30             |
| Чехия (Singles Digitál Top 100)            | 57             |
| Германия (GfK)                             | 50             |
| Венгрия (Single Top 40)                    | 32             |
| Italy (Musica e Dischi)                    | 25             |
| Mexico Airplay (Billboard)                 | 31             |
| Norway (VG-lista)                          | 5              |
| Philippines (Philippine Hot 100)           | 65             |
| Польша (Polish Airplay Top 100)            | 7              |
| Словакия (Rádio — Top 100)                 | 76             |
| Словакия (Singles Digitál Top 100)         | 97             |
| Sweden (Sverigetopplistan)                 | 22             |
| Швейцария (Schweizer Hitparade)            | 13             |
| Швейцария (Media Control Romandy)          | 8              |
| США (Billboard Hot Dance/Electronic Songs) | 24             |

| Чарт (2018)                               | Позиция |
| ----------------------------------------- | ------- |
| US Hot Dance/Electronic Songs (Billboard) | 83      |

## Сертификации
| Регион                                                                      | Сертификация | Продажи |
| --------------------------------------------------------------------------- | ------------ | ------- |
| Дания (IFPI Danmark)                                                        | Золотой      | 45 000  |
| Германия (BVMI)                                                             | Золотой      | 200 000 |
| Италия (FIMI)                                                               | Золотой      | 25 000  |
| Мексика (AMPROFON)                                                          | Платиновый   | 60 000  |
| Швеция (GLF)                                                                | Платиновый   | 40 000  |
| Данные о продажах + прослушиваниях приведены только на основе сертификации. |              |         |